# Первомайское сельское поселение (Кардымовский район)
Первомайское сельское поселение — упразднённое муниципальное образование в составе Кардымовского района Смоленской области России.
Административный центр — деревня Титково.
Образовано законом от 2 декабря 2004 года. Упразднено законом от 20 декабря 2018 года с включением всех входивших в его состав населённых пунктов в Шокинское сельское поселение.

## Географические данные
- Расположение: северная часть Кардымовского района
- Граничит:
  - на севере — с  Берёзкинским сельским поселением
  - на востоке — с Соловьёвским сельским поселением
  - на юго-востоке  — с Глинковским районом
  - на юге и западе — с Тюшинским сельским поселением
- Крупные реки: Хмость, Днепр.

## Население
| 2011 | 2012 | 2013 | 2014 | 2015 | 2016 | 2017 |
| ---- | ---- | ---- | ---- | ---- | ---- | ---- |
| 822  | ↗838 | ↘836 | ↗870 | ↗877 | ↗887 | →887 |
| 2018 | 2019 |      |      |      |      |      |
| ↘871 | ↘854 |      |      |      |      |      |

## Населённые пункты
На территории поселения находилось 17 населённых пунктов:
- Титково, деревня
- Бабеевка, деревня
- Бережок, деревня
- Вачково, деревня
- Гончарово, деревня
- Дуброво, деревня
- Заборье, деревня
- Колпино, деревня
- Кунцево, деревня
- Любаново, деревня
- Машкино, деревня
- Морево, деревня
- Надва, деревня
- Осово, деревня
- Рыжково, деревня
- Федурново, деревня